# А лига Аустралије у фудбалу
Прва лига Аустралије у фудбалу (енгл. A-League Men) професионална је фудбалска лига у Аустралији. У данашњем формату се игра од сезоне 2005/06. Заменила је тадашњу Националну лигу, одлуком Фудбалске федерације Аустралије. Главни спонзор је Isuzu.
Лига се састоји од 11 клубова, 10 из Аустралије и један са Новог Зеланда. Састоји се из регуларног лигашког дела и плејофа за шампиона. У плејофу учествује првих шест тимова из регуларног дела. Први и други иду директно у полуфинале. Трећи тим у лиги игра против шестог, а четврти против петог, за пласман у полуфинале. Плејоф се игра не једну утакмицу. 
Регуларни део се игра углавном од септембра до априла,а плејоф у мају. Највише титула, укупно 5 има Сиднеј. Од познатих играча, у А лиги играли су Алесандро дел Пјеро (Сиднеј), Тим Кахил (Мелбурн Сити), и Хари Кјуел (Мелбурн Сити).

## Кубови
Лига је од самог оснивања имала 10 клубова, али је у сезони 2010/11 учествовало 11 клубова. Од сезоне 2019/20 лига поново има 11 клубова, пошто се лиги прикључио Вестерн Јунајтед. Дванаести тим, Мекартух ФК, са седиштем у Сиднеју, се придружо лиги у сезони 2020/21. Само 4 клуба су учествовала у првенству Аустралије и пре установљења постојећег формата такмичења, Аделејд Јунајтед, Бризбејн Роар, Њукасл Јунајтед Џетс и Перт Глори.
У лиги не постоји могућност испадања из лиге или улазка у лигу. Феникс из Велингтона је ушао у лигу у сезони 2007/08 уместо Витезова са Новог Зеланда.
| Клубови                 | Клубови                    | Клубови                                   | Клубови       | Клубови | Клубови   | Клубови         | Клубови             |
| Тим                     | Град                       | Стадион                                   | Капацитет     | Основан | Придружио | Тренер          | Капитен             |
| ----------------------- | -------------------------- | ----------------------------------------- | ------------- | ------- | --------- | --------------- | ------------------- |
| Аделејд Јунајтед        | Adelaide, South Australia  | Coopers Stadium                           | 16,500        | 2003    | 2005      | Gertjan Verbeek | Michael Jakobsen    |
| Бризбејн Роар           | Brisbane, Queensland       | Suncorp Stadium Dolphin Stadium           | 52,500 10,000 | 1957    | 2005      | Robbie Fowler   | Tom Aldred          |
| Централ Коаст Маринерс  | Gosford, New South Wales   | Central Coast Stadium                     | 20,059        | 2004    | 2005      | Alen Stajcic    | Matt Simon          |
| Мелбурн Сити            | Melbourne, Victoria        | AAMI Park                                 | 30,050        | 2009    | 2010      | Erick Mombaerts | Scott Jamieson      |
| Мелбурн Виктори         | Melbourne, Victoria        | AAMI Park Marvel Stadium                  | 30,050 56,347 | 2004    | 2005      | Marco Kurz      | Ola Toivonen        |
| Њукастл Џетс            | Newcastle, New South Wales | McDonald Jones Stadium                    | 33,000        | 2000    | 2005      | Ernie Merrick   | Nigel Boogaard      |
| Перт Глорији            | Perth, Western Australia   | HBF Park                                  | 20,500        | 1995    | 2005      | Tony Popovic    | Diego Castro        |
| Сиднеј                  | Sydney, New South Wales    | Netstrata Jubilee Stadium Leichhardt Oval | 20,505 20,000 | 2004    | 2005      | Steve Corica    | Alex Wilkinson      |
| Велингтон Финикс        | Wellington, New Zealand    | Westpac Stadium Eden Park                 | 34,500 50,000 | 2007    | 2007      | Ufuk Talay      | Steven Taylor       |
| Вестерн Сиднеј Вондерес | Sydney, New South Wales    | Bankwest Stadium                          | 30,000        | 2012    | 2012      | Markus Babbel   | Mitchell Duke       |
| Вестерн Јунајтед        | Wyndham, Victoria          | GMHBA Stadium Mars Stadium                | 36,000 11,000 | 2017    | 2019      | Mark Rudan      | Alessandro Diamanti |

| Future team  | Future team                | Future team          | Future team | Future team | Future team | Future team |
| Тим          | Град                       | Стадион              | Капацитет   | Основан     | Придружио   |             |
| ------------ | -------------------------- | -------------------- | ----------- | ----------- | ----------- | ----------- |
| Macarthur FC | Macarthur, New South Wales | Campbelltown Stadium | 20,000      | 2017        | 2020        |             |

| Defunct teams         | Defunct teams          | Defunct teams         | Defunct teams | Defunct teams | Defunct teams | Defunct teams |
| Тим                   | Град                   | Стадион               | Капацитет     | Основан       | Придружио     | Изашао        |
| --------------------- | ---------------------- | --------------------- | ------------- | ------------- | ------------- | ------------- |
| Gold Coast United     | Gold Coast, Queensland | Skilled Park          | 27,400        | 2008          | 2009          | 2012          |
| New Zealand Knights   | Auckland, New Zealand  | North Harbour Stadium | 25,000        | 1998          | 2005          | 2007          |
| North Queensland Fury | Townsville, Queensland | Dairy Farmers Stadium | 26,500        | 2008          | 2009          | 2011          |